# جزایر گامبیر
جزایر گامبیر (به فرانسوی: Gambier Islands) یک جزیره و مجمع‌الجزایر در فرانسه است که در پلی‌نزی فرانسه واقع شده‌است.

## خصوصیات
جزایر گامبیر ۳۱ کیلومترمربع مساحت و ۱٬۶۴۱ نفر جمعیت دارد.

## نگارخانه

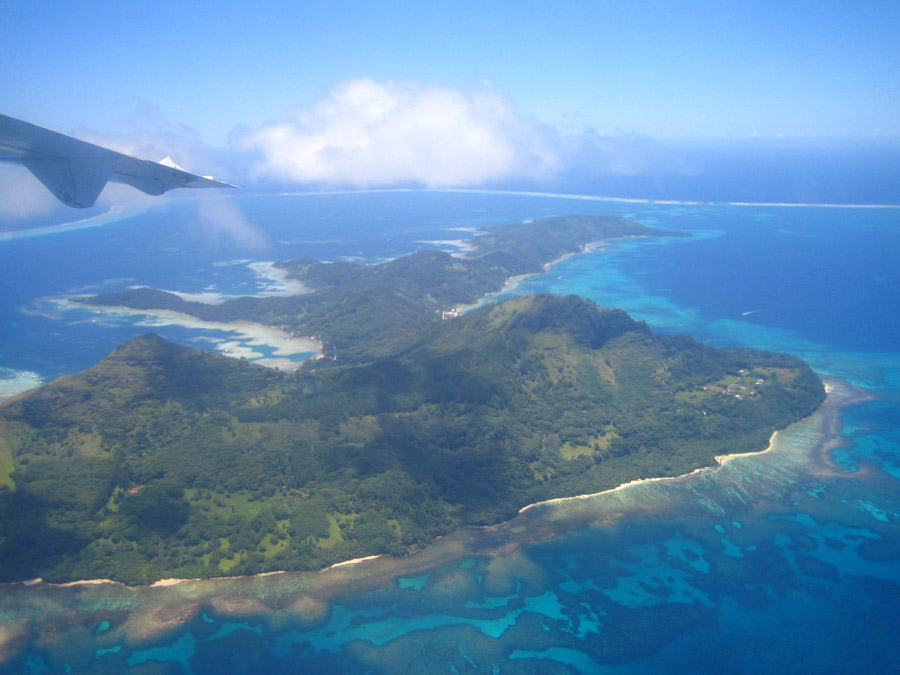
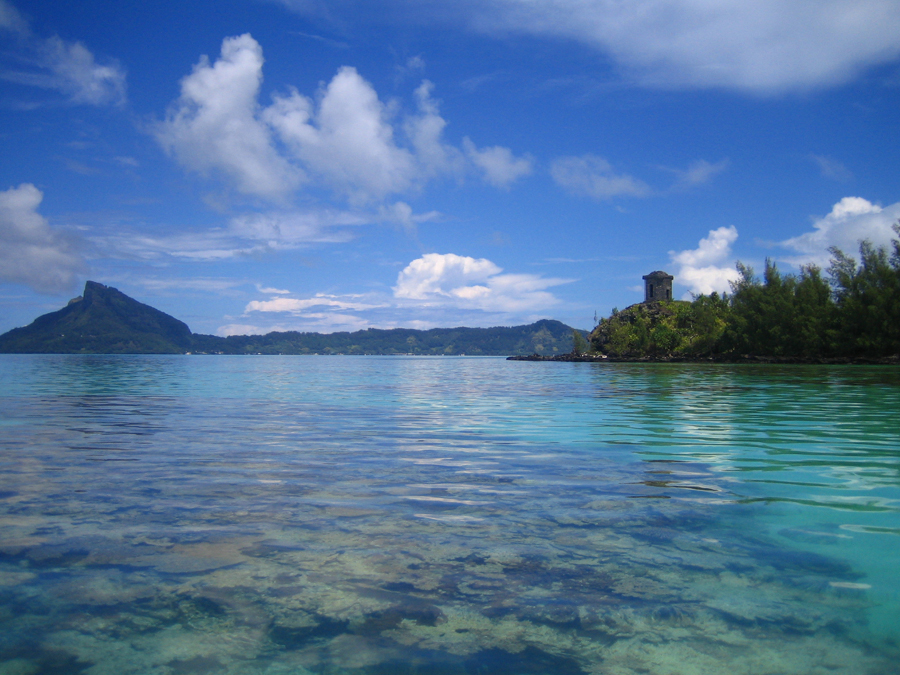
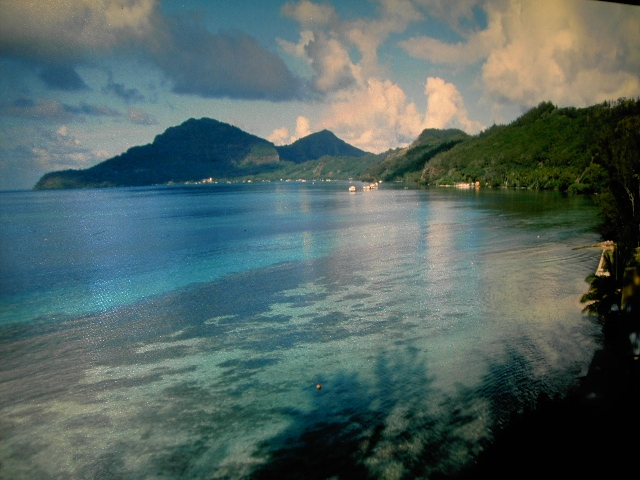
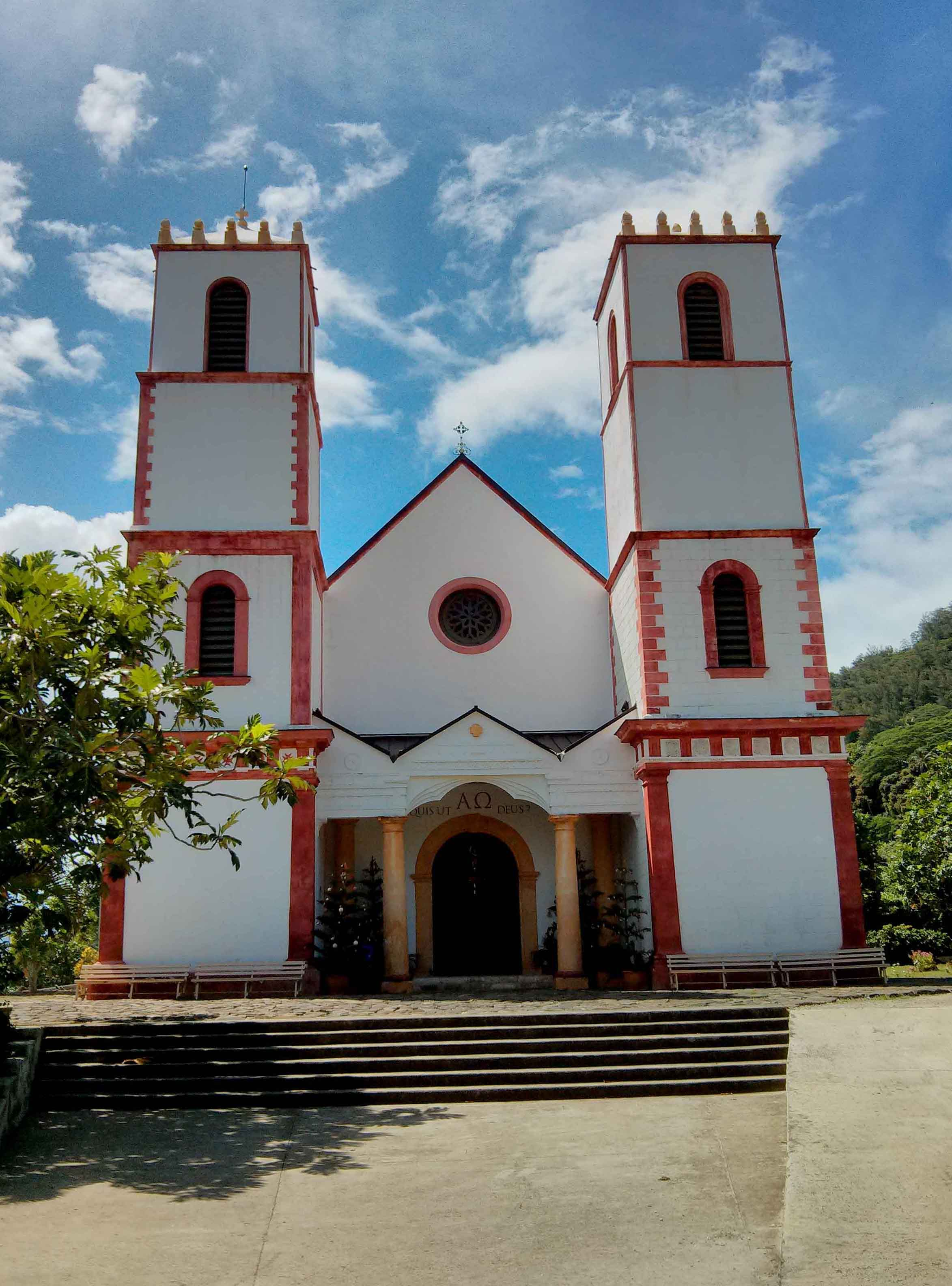
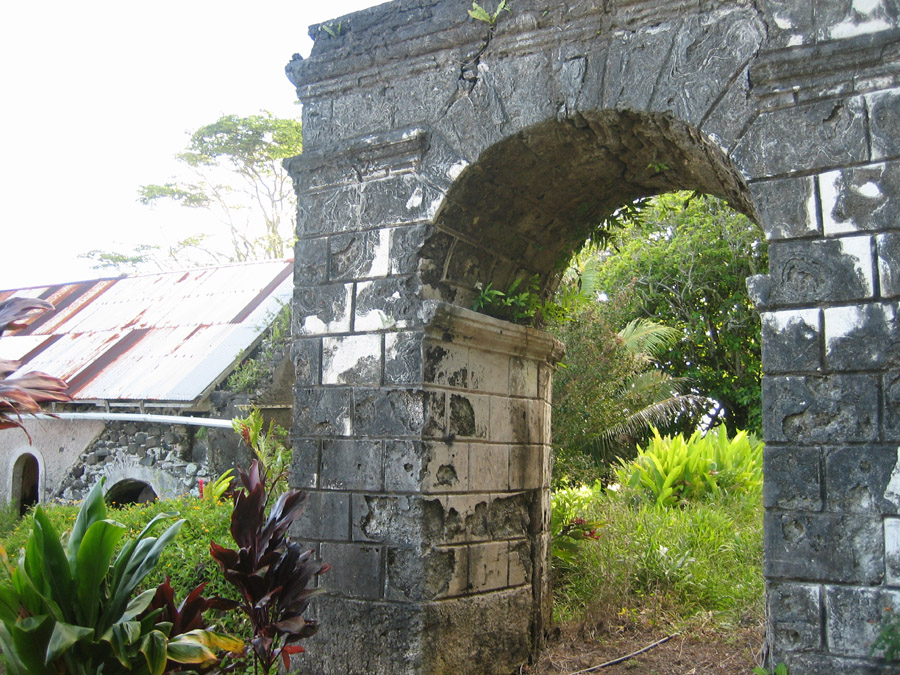
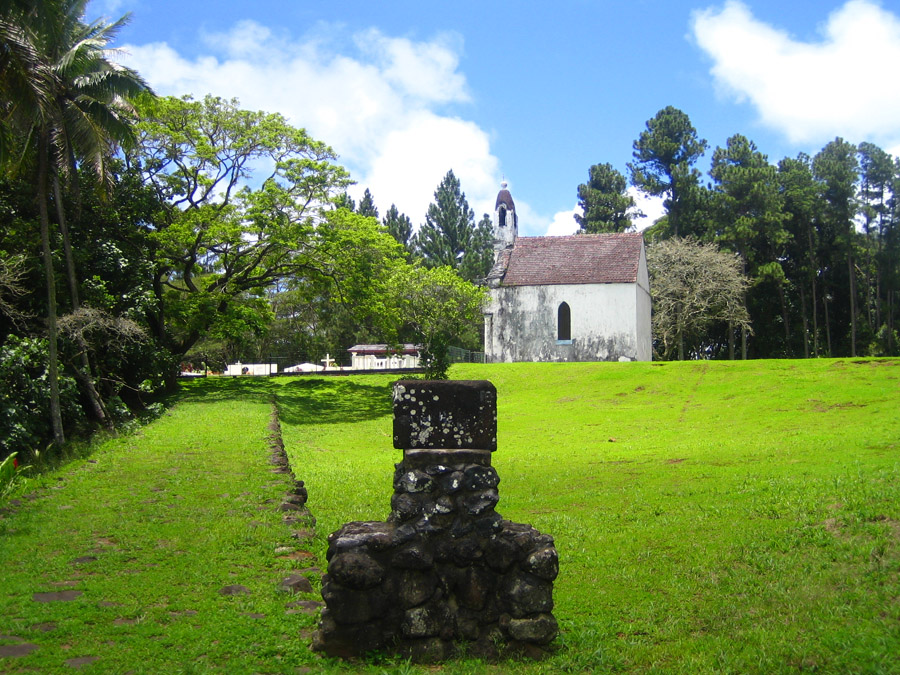